# Kuća Cerinić-Gligo u Bobovišćima
Kuća Cerinić-Gligo nalazi se u Bobovišćima, u općini Milna, na otoku Braču.

## Opis
Kuća Cerinić-Gligo smještena je na zapadnoj strani sela Bobovišća sred prostranog vrta. Monumentalna dvokatnica s visokim potkrovljem građena je krupnim klesancima s pet prozorskih osi. Sred zapadnog pročelja je kameni balkon na konzolama. U unutrašnjosti se čuvaju drvene skulpture samoukog bračkog kipara Martina Cerinića (1860.-1940.). Kuća je istaknuti primjer stambene veleposjedničke arhitekture 19. stoljeća.

## Zaštita
Pod oznakom Z-2316 zavedena je kao nepokretno kulturno dobro - pojedinačno, pravna statusa zaštićena kulturnog dobra.